# Five Nights at Freddy's 2 (film)
Five Nights at Freddy's 2 è un film del 2025 diretto  da Emma Tammi.
La pellicola è il sequel di Five Nights at Freddy's ed è basato sul secondo capitolo del franchise videoludico. È prodotto dalla Blumhouse Productions.

## Trama
Qualche anno dopo gli eventi del primo film Mike, Abby e Vanessa devono affrontare la minaccia dei nuovi animatroni ora usciti dalla pizzeria e di un William Afton redivivo.

## Personaggi
- Mike Schmidt: la precedente guardia notturna del Freddy Fazbear's Pizza. È interpretato da Josh Hutcherson.[1]
- Abby Schmidt: la sorellina di Mike.  È interpretata da Piper Rubio.[1]
- Vanessa Shelly: un'agente di polizia figlia di William Afton.  È interpretata da Elizabeth Lail.[1]
- William Afton: un serial killer sadico e narcisista. È interpretato da Matthew Lillard.[2]
- Maxine: babysitter di Abby Schmidt quando Mike è al lavoro. È interpretata da Kat Conner Sterling.
- Henry Emily: co-fondatore del Fazbear's Pizza e amico di William Afton. È interpretato da Skeet Ulrich.

In aggiunta Wayne Knight, Mckenna Grace e Teo Briones sono stati aggiunti al cast in ruoli non ancora confermati.

## Produzione

### Sviluppo
Nell'agosto 2018, Scott Cawthon disse che se il primo film avesse avuto successo, avrebbe prodotto un secondo basato sugli eventi di Five Nights at Freddy's 2. Josh Hutcherson rivelò che un secondo film della serie era in produzione nel gennaio 2024. Jason Blum lo confermò il 10 aprile 2024. Nell'ottobre 2024 venne confermato che Hutcherson, Elizabeth Lail, Piper Rubio e Matthew Lillard avrebbero ripreso i corrispettivi ruoli e che Lillard firmò un contratto per apparire in un possibile terzo film.

### Riprese
La lavorazione era prevista per fine ottobre 2024. Il 17 ottobre al New York Comic-Con, Matthew Lillard dichiarò che le riprese sarebbero iniziate in "10 giorni", ovvero il 27 ottobre 2024. Le riprese furono già iniziate per novembre 2024 e si conclusero nel febbraio 2025.

## Promozione
Il primo teaser trailer venne pubblicato il 2 aprile 2025 durante il CinemaCon. Il trailer ufficiale fu mostrato il 24 luglio 2025 al San Diego Comic-Con.

## Distribuzione
Il film verrà distribuito dal 4 dicembre 2025 in Italia e dal giorno dopo in Nord America.